# Faun Barberini
Faun Barberini, Śpiący Satyr – starożytny grecki posąg marmurowy przedstawiający pijanego, uśpionego satyra.
Mierząca 1,78 m wysokości rzeźba, datowana na około 200 rok p.n.e., uważana jest za dzieło anonimowego mistrza pergamońskiego. Posąg ma wysokość 1,78 m i stanowi doskonale realistyczne studium snu.
Tors posągu odnaleziony został na początku XVII wieku, za pontyfikatu papieża Urbana VIII, w fosie koło Zamku Świętego Anioła w Rzymie. Najprawdopodobniej był jedną z rzeźb, którymi obrońcy budynku obrzucili w 537 roku atakujących Gotów. Otwór w skale poniżej lewej ręki fauna wskazuje, że przypuszczalnie był to element dekoracji fontanny.
Po odkryciu rzeźba stała się własnością rodu Barberinich i w 1627 roku trafiła jako ozdoba do Palazzo Barberini w Rzymie, gdzie znajdowała się do końca XVIII wieku. W 1798 roku odsprzedano ją rzeźbiarzowi Vincenzo Pacettiemu, który bezskutecznie próbował ją spieniężyć, co rozzłościło Barberinich na tyle, że w 1804 roku odzyskali ją w drodze procesu sądowego. Ostatecznie w 1813 roku rzeźba została zakupiona przez Ludwika I Bawarskiego i od 1820 roku znajduje się w zbiorach Gliptoteki monachijskiej.
Rzeźba kilkukrotnie była poddawana pracom restauracyjnym. Autorem pierwszych był Arcangelo Gonelli, który ułożył fauna na wznak. W 1679 roku Giuseppe Giorgetti i Lorenzo Ottoni zmienili pozycję postaci i dokonali stiukowych uzupełnień brakujących elementów. Efekty ich prac przypisano później błędnie Gianlorenzo Berniniemu. Vincenzo Pacetti po zakupie rzeźby wymienił stiukowe uzupełnienia na marmurowe, a także przesunął prawą stopę. W latach 60. XX wieku ponownie zmieniono ułożenie postaci i usunięto wcześniejsze uzupełnienie brakującej lewej ręki.